# Federazione di rugby a 15 del Madagascar
La Fédération Malgache de Rugby o Malagasy Rugby è l'organismo di governo del rugby a 15 in Madagascar.
Istituita nel 1963, fu tra i soci fondatori di Rugby Afrique, la confederazione rugbistica africana.
Compete con entrambe le formazioni maggiori maschile e femminile nei rispettivi campionati continentali di categoria.
Dal 2010 il presidente della federazione è Marcel Rakotomalala.